# Jättekackerlackor
Jättekackerlackor (Blaberidae) är en familj av kackerlackor. Enligt Catalogue of Life ingår jättekackerlackor i överfamiljen Blaberoidea, ordningen kackerlackor, klassen egentliga insekter, fylumet leddjur, och riket djur, men enligt Dyntaxa är tillhörigheten istället ordningen kackerlackor, klassen egentliga insekter, fylumet leddjur, och riket djur. Enligt Catalogue of Life omfattar familjen Blaberidae 1188 arter. 

## Dottertaxa till jättekackerlackor, i alfabetisk ordning[1][2]
- Achroblatta
- Aeluropoda
- Africalolampra
- Alloblatta
- Alphelixia
- Alvarengaia
- Ancaudellia
- Anchoblatta
- Anisolampra
- Annamoblatta
- Antioquita
- Apotrogia
- Apsidopis
- Aptera
- Archimandrita
- Aspiduchus
- Ataxigamia
- Ateloblatta
- Bantua
- Biolleya
- Bionoblatta
- Blaberus
- Blaptica
- Blepharodera
- Brachynauphoeta
- Byrsotria
- Cacoblatta
- Caeparia
- Calolampra
- Calolamprodes
- Capucina
- Capucinella
- Cariacasia
- Colapteroblatta
- Coleoblatta
- Compsagis
- Compsolampra
- Cyrtonotula
- Cyrtotria
- Derocalymma
- Derocardia
- Diploptera
- Diplopterina
- Dryadoblatta
- Elfridaia
- Ellipsica
- Elliptoblatta
- Elliptorhina
- Epilampra
- Eublaberus
- Eustegasta
- Evea
- Galiblatta
- Geoscapheus
- Glomerexis
- Glyptopeltis
- Griffiniella
- Gromphadorhina
- Gurneya
- Gymnonyx
- Gyna
- Gynopeltis
- Haanina
- Hedaia
- Hemiblabera
- Heminauphoeta
- Henschoutedenia
- Hiereoblatta
- Homalopteryx
- Hormetica
- Hostilia
- Howintoniella
- Hyporhicnoda
- Isoniscus
- Jagrehnia
- Juxtacalolampra
- Kemneria
- Lanxoblatta
- Laxta
- Leozehntnera
- Litopeltis
- Lucihormetica
- Macropanesthia
- Mesoblaberus
- Microdina
- Minablatta
- Mioblatta
- Miopanesthia
- Miroblatta
- Molytria
- Monachoda
- Monastria
- Morphna
- Nauphoeta
- Neogeoscapheus
- Neolaxta
- Neorhicnoda
- Notolampra
- Opisthoplatia
- Orchidoeca
- Oxycercus
- Oxyhaloa
- Panchlora
- Panesthia
- Paradicta
- Parahormetica
- Paranauphoeta
- Parapanesthia
- Paraplecta
- Paraprincisaria
- Parasphaeria
- Pelloblatta
- Perisphaeria
- Perisphaerus
- Petasodes
- Phenacisma
- Phlebonotus
- Phoetalia
- Phoraspis
- Phortioeca
- Phortioecoides
- Pilema
- Pinaconota
- Placoblatta
- Platysilpha
- Poeciloblatta
- Poeciloderrhis
- Princisaria
- Princisia
- Princisola
- Progonogamia
- Pronauphoeta
- Proscratea
- Pseudocalolampra
- Pseudoglomeris
- Pseudogyna
- Pseudophoraspis
- Pseudoplatia
- Pycnoscelus
- Rhabdoblatta
- Rhabdoblattella
- Rhicnoda
- Rhyparobia
- Salganea
- Schistopeltis
- Schizopilia
- Schultesia
- Sibylloblatta
- Simandoa
- Stenoblatta
- Stictolampra
- Stictomorphna
- Stilpnoblatta
- Styphon
- Thanatophyllum
- Thliptoblatta
- Thoracopygia
- Thorax
- Tribonium
- Tribonoidea
- Trichoblatta
- Ylangella
- Zetobora
- Zetoborella
- Zuluia